# 新哈特福德 (愛荷華州)
新哈特福德（英語：New Hartford）是一個位於美国艾奥瓦州巴特勒郡的城鎮。

## 地理
新哈特福德的座標為42°34′02″N 92°37′17″W / 42.56722°N 92.62139°W，而該地的平均海拔高度為274米（即899英尺）。

## 人口
根據2010年美國人口普查的數據，新哈特福德的面積為1.29平方千米，當中陸地面積為1.29平方千米，而水域面積為0.00平方千米。當地共有人口516人，而人口密度為每平方千米400人。